# كودة
 كودة  (بالفارسية: دهستان گَودَه) قرية تقع في محافظة هرمزغان في جنوب إيران.